# Katalin Horváth
Katalin Horváth, coniugata Majorné (Budapest, 4 aprile 1915 – Budapest, 8 agosto 1991), è stata una schermitrice ungherese, vincitrice di due medaglie d'oro e tre d'argento ai campionati mondiali di scherma.